# Supercopa femenina de Suecia
La Supercopa femenina de Suecia fue una competición de un solo encuentro de fútbol femenino de Suecia que se disputaba cada año. Enfrentaba al club campeón de la Damallsvensakan, contra el equipo campeón de la Copa de Suecia Femenina. Su primera edición fue el 2007 y se encuentra descontinuada desde 2016.

## Palmarés
La lista de las finales de la Supercopa.
| Edición | Campeón                     | Marcador           | Subcampeón                  | Estadio                   | Público |
| ------- | --------------------------- | ------------------ | --------------------------- | ------------------------- | ------- |
| 2007    | Umeå IK(Cl)                 | 3–1                | Linköpings FC(Cc)           | Idrottsparken, Norrköping | 573     |
| 2008    | Umeå IK(Cl)(Cc)             | 3–0                | Djurgårdens IF Dam          | Gammliavallen, Umeå       | 377     |
| 2009    | Linköpings FC(Cc)           | 1–0                | Umeå IK(Cl)                 | Gammliavallen, Umeå       |         |
| 2010    | Linköpings FC(Cc)           | 2–0                | Umeå IK(Cl)                 | Idrottsparken, Norrköping |         |
| 2011    | LdB FC Malmö(Cl)            | 2–1                | KIF Örebro(Cc)              | Malmö IP, Malmö           | 354     |
| 2012    | LdB FC Malmö(Cl)            | 2–1                | Kopparbergs/Göteborg FC(Cc) | Malmö IP, Malmö           | 311     |
| 2013    | Kopparbergs/Göteborg FC(Cc) | 2–2 a.e.t. (4–2 p) | Tyresö FF(Cl)               | Tyresövallen, Tyresö      | 439     |
| 2015    | Rosengård(Cl)               | 1–0                | Linköpings FC(Cc)           | Malmö IP, Malmö           |         |
| 2016    | Rosengård(Cl)               | 2–1                | Linköpings FC(Cc)           | Malmö IP, Malmö           |         |

(Cl) Campeón de liga.
(Cc) Campeón de copa